# Ferrals-les-Corbières
Ferrals-les-Corbières település Franciaországban, Aude megyében. Lakosainak száma 1267 fő (2022. január 1.). Ferrals-les-Corbières Boutenac, Conilhac-Corbières, Fabrezan, Fontcouverte, Lézignan-Corbières és Thézan-des-Corbières községekkel határos.

## Népesség
A település népessége az elmúlt években az alábbi módon változott:
| Lakosok száma | 1080 | 972  | 1019 | 1027 | 1173 | 1173 | 1192 | 1235 | 1256 | 1267 |
|               | 1968 | 1982 | 1990 | 2006 | 2013 | 2015 | 2017 | 2019 | 2020 | 2022 |